# اقتصاد عام
اقتصاد عام هو دراسة لسياسة الحكومة من خلال عدسة كفاءة الاقتصاد والإنصاف. على المستوى الأكثر أساسية، والاقتصاد العام ويوفر إطارا للتفكير حول ما إذا كان يجب على الحكومة أن تشارك في الأسواق الاقتصاد وإلى أي مدى ينبغي أن يكون دورها. من أجل القيام بذلك ، ويستخدم نظرية الاقتصاد الجزئي لتقييم ما إذا كانت الأسواق الخاصة ومن المرجح أن توفر نتائج فعالة في غياب التدخل الحكومي. بطبيعتها، وهذا ينطوي على دراسة وتحليل الضرائب والنفقات الحكومية. هذا الموضوع يشمل مجموعة كبيرة من المواضيع بما في ذلك فشل السوق ، والعوامل الخارجية، وإنشاء وتنفيذ سياسة الحكومة. الاقتصاد العام يبني على نظرية اقتصاد الرفاه، ويستخدم في نهاية المطاف كأداة لتحسين الرعاية الاجتماعية.